# Condado de Prairie (Arkansas)
El condado de Prairie (en inglés: Prairie County), fundado en 1846, es un condado del estado estadounidense de Arkansas. En el año 2000 tenía una población de 9539 habitantes con una densidad poblacional de 5,7 personas por km². Las sedes del condado son Des Arc y De Valls Bluff.

## Geografía
Según la Oficina del Censo, el condado tiene un área total de 1751 km² (676,1 mi²), de la cual 1673 km² (645,9 mi²) es tierra y 78 km² (30,1 mi²) es agua.

### Condados adyacentes
- Condado de White (norte)
- Condado de Woodruff (noreste)
- Condado de Monroe (este)
- Condado de Arkansas (sur)
- Condado de Lonoke (oeste)

### Ciudades y pueblos
- De Valls Bluff
- Des Arc
- Fredonia (Biscoe)
- Hazen
- Tollville
- Ulm

## Mayores autopistas
- Interestatal 40
- U.S. Highway 70
- U.S. Highway 79
- Carretera 11
- Carretera 13
- Carretera 33
- Carretera 38
- Carretera 86